# البوابة العربية للأخبار التقنية
البوابة العربية للأخبار التِقنية هي مصدر للأخبار التقنية باللغة العربية، وتعتبر مصدر رئيس لعدة جهات إعلامية مثل قناة العربية والجزيرة وَالإمارات اليَوم وَغيرها.
أنشئت البوابة في مدينة دبي في الإمارات العربية المتحدة في شهر سبتمبر عام 2005 كمصدر إخباري مكرس لتغطية الأخبار التقنية في الساحتين العربية والدولية ونشرها باللغة العربية، وَتُساهم البوابة العَربية في تعزيز المحتوى العربي على الإنترنت حيث نشرت أكثر من 26 ألف مادة تحريرية منذ بدايتها، كما تعمل البوابة على المساهمة في توعية المستخدم العربي بأهمية الحفاظ على حقوق الملكية الفكرية وما لذلك من أهمية في رفد الاقتصاد المحلي للبلدان العربية وتعزيز الفرص الوظيفية.

## النشأة
انطلقت البوابة العربية للأخبار التقنية في شهر سبتمبر من عام 2005 من مقرها في مدينة دبي للإعلام في الإمارات العربية المتحدة كأول مصدر رسمي مُكرس بالكامل لتغطية الأخبار التقنية باللغة العربية على الساحتين العربية والعالمية.
وحظيت البوابة باستحسان من قبل الزوار، والذين كانت لهم مساهماتهم الفاعلة في تطوير الموقع عبر السنوات منذ انطلاقها، كما شكلت البوابة مصدراً موثوقاً ومعتمداً من قبل العديد من وسائل الإعلام العربية بمختلف أنواعها، والتي نقلت عن البوابة دراسات وأبحاث وأخبار كان لها صدىً في الأوساط التقنية، وَمِنها: موقع العربية نت، وموقع مكتوب الإخباري، وصحيفة الحياة، والشرق الأوسط، والشبيبة العمانية، وعالم اليوم المصرية، وموقع سيريا نيوز، والرياض السعودية، والاقتصادية السعودية، والمدينة السعودية، والنهار اللبنانية، والجزيرة السعودية بالإضافة إلى بعض الصحف الخليجية الأخرى، وقناة إقرأ والمجد الفضائية والمجد العلمية وروتانا خليجية وقناة الآن، وبعض الإذاعات العربية في كل من تونس والمغرب والجزائر ومصر، وأضحت البوابة بعد عامها الثالث المصدر الأول للأخبار التقنية بالنسبة لمواقع المنتديات المتخصصة على شبكة الإنترنت، الأمر الذي زاد من شعبيتها وانتشارها.

## الجوائز
حصدت البوابة العربية للأخبار التقنية عددًا من الجوائز المحلية والإقليمية بما في ذلك الجائزة البرونزية في مسابقة «أفضل موقع في الإمارات» ضمن فئة الإعلام والصحافة، وحصدت أيضاً جائزة «أفضل موقع عربي»، كما تأهلت للدور النهائي في مسابقة «إنجاز العمر في قطاع النشر» إلى جانب الجزيرة.نت وإيمي إنفو ومكتوب ومركز القدس للإعلام والاتصال.
ومن أبرز الجوائز التي حصل عليها موقع البوابة، جائزة أفضل مشروع إعلامي عن فئة الإعلام والاتصالات التي تقدمها جائزة سمو الشيخ سالم العلي الصباح للمعلوماتية عام 2010.